# Französische Betten
Französische Betten ist eine amerikanische Filmkomödie aus dem Jahr 1959. Als literarische Vorlage diente der Roman "Sein Sohn Sigi" von Nancy Mitford. Es ist ein MGM-Film in CinemaScope und Metrocolor.

## Handlung
Es ist die Zeit des Zweiten Weltkriegs 1944. Der französische Hauptmann Charles Edouard von Valhubert besucht in London Miss Grace Allingham, um ihr Grüße ihres an der Front kämpfenden Verlobten Hugh zu überbringen.
Doch Charles denkt schon schnell nicht mehr daran, sich auf die Rolle des „Postillon d’Amour“ zu beschränken. Er hat Feuer gefangen, und auch Grace ist ihm durchaus zugetan. Und es kommt, wie es kommen muss: sie heiraten.
Aber sie können ihr Glück nicht lange genießen. Für eine Hochzeitsreise bleibt keine Zeit, Charles muss wieder an die Front. Als er endlich nach neun Jahren wieder heimkehrt, steht ein Knabe da: Sigi, sein Sohn. Die Eheleute wollen ihre Flitterwochen nachholen, aber Sigi erweist sich als Hindernis, er hat die Masern. So bleibt der Mama nichts anderes übrig, als Krankenschwester zu spielen.
Die von Valhuberts ziehen in die Heimat von Charles, nach Paris. Grace hat jetzt einem sehr reichen Hausstand vorzustehen und merkt, dass sie einen bedeutenden adligen Namen trägt. Und sie kommt dahinter, dass ihr Göttergatte es mit der Treue nicht so genau nimmt.
Charles’ liebenswürdiger Onkel, der Herzog von St. Cloud, versucht Grace klarzumachen, dass sein Neffe seine Frau trotz aller Techtelmechtel sehr tief und innig liebe. Doch als die Eskapaden ihres Mannes kein Ende nehmen, packt sie die Koffer und verabschiedet sich samt Sohn in die Heimat. Von England aus bemüht sie sich um die Scheidung.
Diese an sich traurige Wendung ist so ganz nach Sigis Geschmack. Ein halbes Jahr bei Mutter, ein halbes Jahr bei Vater, das bedeutet: abwechselnd von beiden verwöhnt zu werden. Natürlich versucht er alle Versöhnungsversuche seines Vaters zu unterbinden.
Dann aber ändert sich Sigis Meinung. Nachdem er seinen lebenslustigen Vater und auch den alten Herzog allmählich richtig kennen und lieben gelernt hat, gibt er seine intriganten Spielchen auf. Und so können seine Eltern noch einmal von vorne anfangen.

## Kritiken
„Trotz eleganter komödiantischer Töne im Mittelteil stilistisch insgesamt unausgegoren.“